# ملیح گوکچک
ابراهیم ملیح گوکچک (ترکی استانبولی: İbrahim Melih Gökçek؛ زادهٔ ۲۰ اکتبر ۱۹۴۸) سیاست‌مدار اهل ترکیه است. او از تاریخ ۲۷ مارس ۱۹۹۴ تا ۲۷ اکتبر ۲۰۱۷ به‌مدت ۲۳٫۵ سال شهردار آنکارا بود.

## گوکچک و شبکه‌های اجتماعی
وی برخلاف دیگر سیاستمداران ترکیه در توییتر فعال است و بیش از ۲٫۵ میلیون نفر حساب توییترش را دنبال می‌کنند. گوکچک اغلب در توییتر ادعاهایی غیر مستند مطرح می‌کند. برای نمونه زمانی شهردار آنکارا گزارش‌گر شبکه خبری بی‌بی‌سی را «جاسوس اسرائیل» خوانده بود و زمانی دیگر خواستار ممنوعیت فعالیت بزرگترین حزب اپوزیسیون ترکیه شده بود. گوکچک حتی زمانی خواستار ادای سوگند وفاداری به شخص رجب طیب اردوغان، رئیس‌جمهور ترکیه و حزب حاکم عدالت و توسعه (AKP) شده بود. اگر کسی از توهین‌های شهردار آنکارا رنجیده شود و دست به انتقاد یا عمل متقابل زد، با شکایت گوکچک به نهادهای قضایی مواجه می‌شود.

## واکنش گوکچک دربارهٔ ناآرامی‌های بالتیمور
وی در توییتر به مقامات آمریکایی حمله و از اوضاع امنیتی در این کشور انتقاد کرده‌است. ناآرامی‌های اخیر در شهر بالتیمور، پس از مرگ یک شهروند سیاهپوست در زندان و مقابله پلیس با تظاهرکنندگان انگیزه‌ای برای حملات جدید گوکچک بوده‌است.

## اهانت گوکچک به سخنگوی وزارت خارجه آمریکا
شهردار آنکارا خطاب به ماری هارف، سخنگوی وزارت خارجه آمریکا در توییت خود نوشته‌است: «کجایی، موبور احمق که پلیس ترکیه را متهم به اعمال خشونت بیش از حد می‌کردی؟» گوکچک می‌افزاید: «بیا، موبور کوچولو و حال جواب بده!»
ماری هارف تنها با یک جمله به حملات شهردار آنکارا واکنش نشان داده‌است: «فکر نمی‌کنم که این مطالب شایسته یک پاسخ باشند.»